# ŽNK Ježice
ŽNK Ježice, ženski je nogometni klub iz Ljupine.

## Povijest
Ženski nogometni klub Ježice osnovan je 2007. godine u Ljupini i prvi je ženski nogometni klub na novogradiškome području.
Klub organizira i ženski malonogometni turnir.